# Pierre de Sortenac
Pierre de Sortenac ( -  Avignon, 16 augustus 1390) werd ook wel Pierre de Bernier of de kardinaal van Viviers genoemd. Hij was een kerkjurist, bisschop van Viviers (1373-1375) en kardinaal (1375-1390) in het koninkrijk Frankrijk. Toen het Westers Schisma uitbrak, steunde hij Clemens VII, de eerste tegenpaus.

## Levensloop

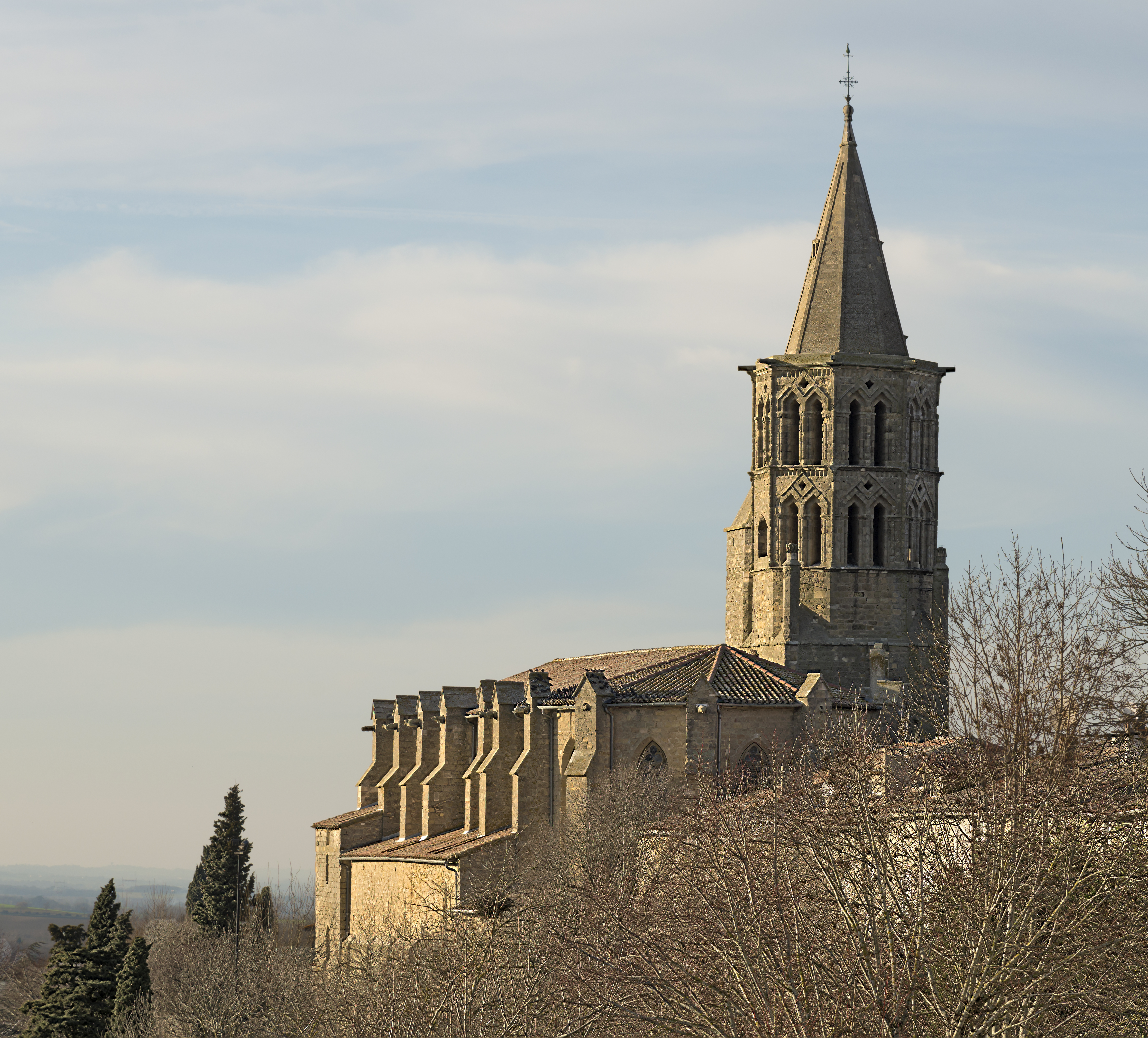
Kerk van Saint-Félix-de-Caraman, nabij Toulouse (Frankrijk)

Sortenac was doctor in canoniek recht en burgerlijk recht, kortom doctor utriusque iuris. De eerste vermelding van zijn kerkelijke carrière was als deken van Saint-Félix-de-Caraman (1368), in het aartsbisdom Toulouse. Sortenac had de lagere wijdingen ontvangen. In die periode verbleef de paus van Rome in Avignon. Het was de Babylonische ballingschap der pausen. Sortenac werkte regelmatig voor het pauselijk hof in Avignon. Aanvankelijk was hij klerk en nadien auditeur bij het Tribunaal van de Rota Romana.
Van 1373 tot 1375 was hij bisschop van Viviers. Sortenac werd niet tot bisschop gewijd, maar wachtte de benoeming tot kardinaal af. Hij hield er de bijnaam kardinaal van Viviers aan over.
In 1375 verleende paus Gregorius XI, zetelend in Avignon, aan Sortenac de kardinaalshoed. De paus verleende hem de kerk van San Lorenzo in Lucina als titelkerk. Sortenac was kardinaal-priester. In 1376 keerde paus Gregorius XI terug naar Rome; het pauselijk hof zetelde niet meer in Avignon.
Na de dood van Gregorius XI (1378) nam Sortenac deel aan het conclaaf om een paus te kiezen. Het conclaaf vond plaats in Rome. Het werd Urbanus VI. Deze pauskeuze stond de bisschoppen in Frankrijk niet aan. Hetzelfde jaar kozen de Fransen en anderen de tegenpaus Clemens VII in een nieuw conclaaf. Clemens VII was een Fransman. Sortenac koos de zijde van de tegenpaus, net zoals de andere Franse bisschoppen. Het Westers Schisma was uitgebroken want de kwestie van de paus en de tegenpaus verscheurde heel West-Europa. De tegenpaus bevorderde Sortenac tot kardinaal-bisschop van Sabina (in Rome) in het jaar 1384. Sortenac verbleef permanent aan het pauselijk hof in Avignon, bij tegenpaus Clemens VII. Hij stierf er in 1390.